# Toropamecia maculata
Toropamecia maculata är en tvåvingeart som först beskrevs av Daniel William Coquillett 1902.  Toropamecia maculata ingår i släktet Toropamecia och familjen markflugor.
Artens utbredningsområde är Kuba. Inga underarter finns listade i Catalogue of Life.